# Reaktor UNGG

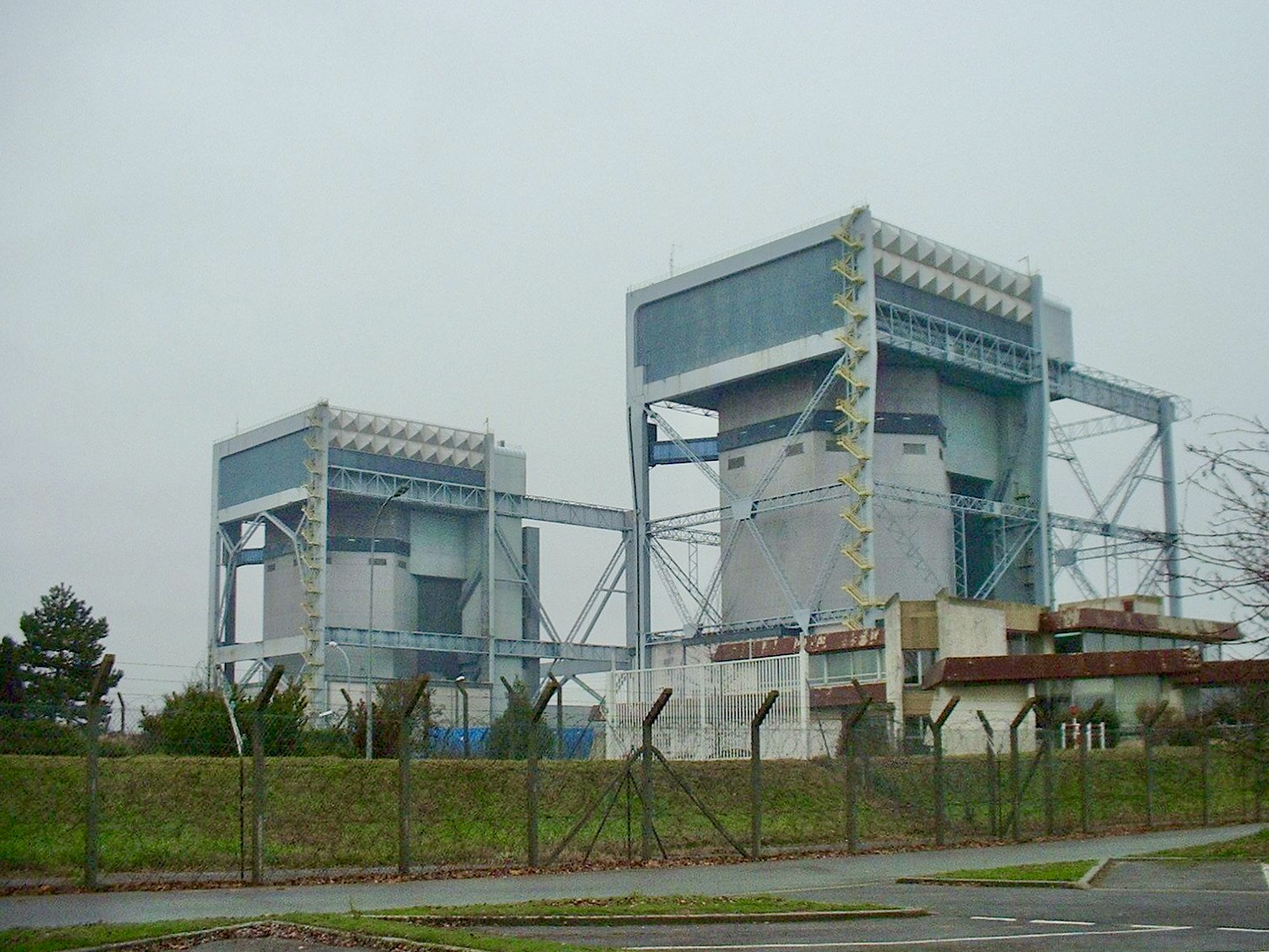
Reaktory UNGG (elektrárna Saint-Laurent)

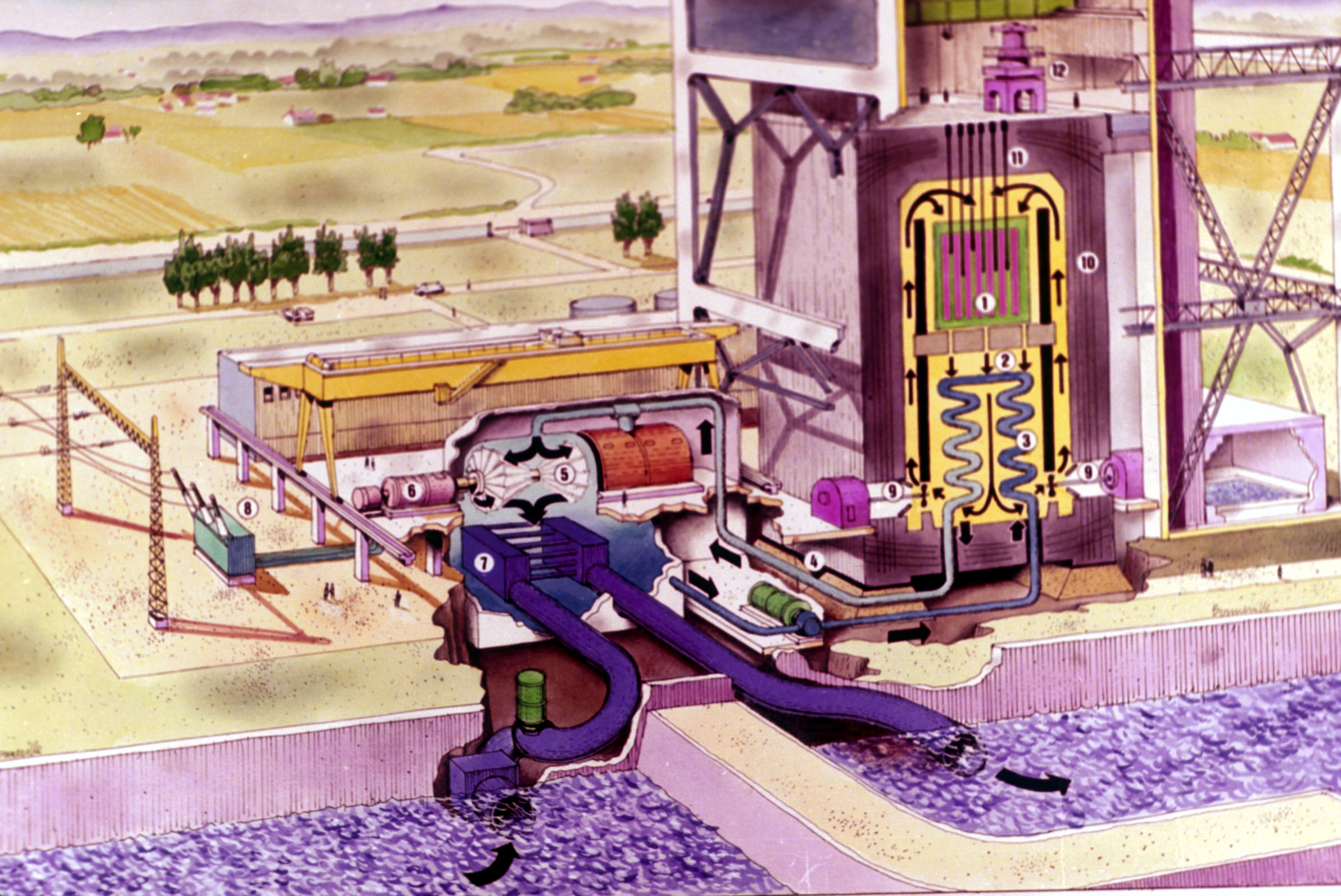
Schéma reaktoru UNGG

UNGG reaktor (franc. Uranium naturel, Graphite, Gas) je jaderný reaktor s přírodním uranem, grafitovým moderátorem a plynovým chlazením (CO2). Reaktor byl vyvinut ve Francii v 50. letech, první byl spuštěn roku 1956, v roce 1995 už byly všechny odstaveny, zejména z ekonomických důvodů. Celkem bylo postaveno 10 reaktorů této dnes už zastaralé technologie, z toho 9 ve Francii a 1 ve Španělsku. Podobnou technologii pod názvem Magnox vyvinuli ve Velké Británii, grafitový moderátor užívají i sovětské reaktory RBMK, ovšem s vodním chlazením.

## Výhody a nevýhody
- reaktor UNGG užívá přírodní uran v kovové formě, takže odpadá nákladné obohacování;
- malé palivové články a grafitový moderátor zajišťují velkou tepelnou setrvačnost;
- chlazení plynným CO2.

Nevýhodou je:
- potřeba časté výměny paliva, která se ovšem děje za běhu reaktoru
- vznik radioaktivního odpadu, který je třeba brzy zpracovat;
- nebezpečí nestability při přehřátí

Reaktory jsou umístěny v masivních betonových válcích. Tyto reaktory nemají rozvinuté havarijní zabezpečení. Jaderná elektrárna s tímto typem reaktoru je dvouokruhová, což znamená, že turbínu nepohání  chladivo z reaktoru, nýbrž pára generovaná v parogenerátoru.

## Instalované reaktory
(Pozn.: počet bloků se vztahuje pouze na bloky typu UNGG)
- Marcoule - Francie, 3 bloky, první spuštěn 1956
- Chinon - Francie, 3 bloky, spuštěny 1964
- Saint Laurent - Francie, 2 bloky, spuštěny 1969 a 1971
- Bugey - Francie, 1 blok, spuštěn 1972
- Vandellòs - Španělsko, 1 blok, spuštěn 1972